# ABC Pictures
Ne doit pas être confondu avec ABC Circle Films.
ABC Pictures ou ABC Motion Pictures était une filiale d'American Broadcasting Company qui a été créée pour produire des films. Entre 1982 et 1987 elle a produit des films sous le nom ABC Motion Pictures.

## Productions
- 1968 : Charly
- 1968 : Diamonds for Breakfast
- 1970 : Too Late the Hero
- 1970 : How Do I Love Thee?
- 1970 : Song of Norway
- 1971 : Zachariah
- 1971 : The Last Valley
- 1971 : The 300 Year Weekend
- 1971 : Pas d'orchidée pour miss Blandish (The Grissom Gang)
- 1971 : The Touch
- 1971 : Les Chiens de paille (Straw Dogs)
- 1972 : Cabaret
- 1976 : Mastermind
- 1982 : Docteurs in love (Young Doctors in Love)
- 1983 : Le Mystère Silkwood (Silkwood)
- 1984 : Impulse
- 1985 : L'Honneur des Prizzi (Prizzi's Honor)
- 1986 : Cap sur les étoiles (SpaceCamp)
- 1987 : Lucifer
- 1997 : Little Girls in Pretty Boxes, (TV)
- 1997 : Jitters, (TV)
- 1997 : Any Mother's Son, (TV)
- 1997 : On the 2nd Day of Christmas, (TV)
- 1998 : Circle of Deceit, (TV)
- 1998 : Indiscretion of an American Wife, (TV)
- 1998 : Oklahoma City: A Survivor's Story, (TV)
- 1998 : Labor of Love, (TV)
- 1998 : Nightmare in Big Sky Country
- 1998 : Life of the Party: The Pamela Harriman Story, (TV)
- 1998 : Twice Upon a Time, (TV)
- 1999 : Different, (TV)